# Truck-Racing-Europameisterschaft 2023
Die  FIA European Truck Racing Championship 2023 (auch: FIA ETRC 2023, Truck-Racing-Europameisterschaft 2023 der FIA oder Truck-Racing-EM 2023 der FIA) ist eine europaweit ausgetragene Motorsport-Meisterschaft in der Kategorie III, Gruppe F (Renntrucks) nach der FIA-Klassifizierung. Die Saison 2023 umfasst acht Läufe mit je vier Rennen. Sie ist die 39. Truck-Racing-Europameisterschaft überhaupt, und die 18. seitdem ihr 2006 von der FIA das Prädikat Championship verliehen wurde (zuvor hatte die Meisterschaft lediglich den Status eines Cups).

## Rennkalender
| Nr. | Datum                           | Strecke              | Land        | Ort            | Platz 1 (nach Punkten) | Punkte | Platz 2 (nach Punkten)        | Punkte | Platz 3 (nach Punkten)   | Punkte |
| --- | ------------------------------- | -------------------- | ----------- | -------------- | ---------------------- | ------ | ----------------------------- | ------ | ------------------------ | ------ |
| 1.  | 20.–21. Mai 2023                | Misano World Circuit | Italien     | Misano         | Jochen Hahn            | 45     | Antonio Albacete              | 39     | Norbert Kiss             | 36     |
| 2.  | 10.–11. Juni 2023               | Slovakiaring         | Slowakei    | Orechová Potôň | Norbert Kiss           | 60     | Antonio Albacete              | 40     | Sascha Lenz, Jochen Hahn | 36     |
| 3.  | 24.–25. Juni                    | Tor Poznań           | Polen       | Poznań         | Norbert Kiss           | 54     | Jochen Hahn                   | 39     | Sascha Lenz              | 35     |
| 4.  | 15.–16. Juli 2023               | Nürburgring          | Deutschland | Nürburg        | Norbert Kiss           | 59     | Sascha Lenz                   | 41     | Jochen Hahn              | 35     |
| 5.  | 26.–27. August                  | Autodrom Most        | Tschechien  | Most           | Norbert Kiss           | 57     | Jochen Hahn, Antonio Albacete | 33     | Sascha Lenz              | 30     |
| 6.  | 19.–10. September               | Circuit Zolder       | Belgien     | Zolder         | Jochen Hahn            | 48     | Norbert Kiss                  | 40     | Sascha Lenz              | 35     |
| 7.  | 23.–24. September 2023          | Circuit Bugatti      | Frankreich  | Le Mans        | Norbert Kiss           | 55     | Jochen Hahn                   | 41     | Antonio Albacete         | 37     |
| 8.  | 30. September – 1. Oktober 2023 | Circuito del Jarama  | Spanien     | San Sebastián  | Norbert Kiss           | 58     | Sascha Lenz                   | 38     | Jochen Hahn              | 37     |

Hinweis: Alle Punktangaben unterliegen der Zustimmung der FIA (siehe jeweilige Quelle)
Kalenderquelle(n):
Datenquelle(n): 

## Wertung
An jedem Rennwochenende werden jeweils vier (4) Rennen gefahren. Dabei wird jeweils beim zweiten (2.) Tagesrennen (also Rennen 2 und 4 je Rennwochenende) durch die Umkehr-Regelung die Startaufstellung des vorherigen Rennens teilweise umgedreht; dies betrifft die Top 8 am Zieleinlauf. Der Sieger des ersten oder dritten Rennens eines Wochenendes geht also im darauffolgenden Rennen (2 oder 4) von Position acht (8), der Achtplatzierte des 1. oder 3. Rennens jedoch von der Pole-Position aus ins Rennen. Die Plätze dazwischen werden entsprechend umgekehrt. Bei der Wertung wird zwischen den Rennen mit und ohne Umkehr-Regelung unterschieden (Platz 1 – 10):
- Rennen 1 und 3 (ohne Umkehr-Regelung): 20, 15, 12, 10, 8, 6, 4, 3, 2, 1 Punkt(e)
- Rennen 2 und 4 (mit Umkehr-Regelung): 10, 9, 8, 7, 6, 5, 4, 3, 2, 1 Punkt(e)

### Fahrerwertung
Tabellenendstand nach dem 8. und letzten Lauf der Saison auf dem Circuito del Jarama in San Sebastián (Spanien) am 30. September – 1. Oktober 2023:
| Pl. | Fahrer                 | Lauf 1 | Lauf 2 | Lauf 3 | Lauf 4 | Lauf 5 | Lauf 6 | Lauf 7 | Lauf 8 | Gesamtpunktzahl | Differenz |
| --- | ---------------------- | ------ | ------ | ------ | ------ | ------ | ------ | ------ | ------ | --------------- | --------- |
| 1.  | Norbert Kiss           | 36     | 60     | 54     | 59     | 57     | 40     | 55     | 58     | 419             | –         |
| 2.  | Jochen Hahn            | 45     | 36     | 39     | 35     | 33     | 48     | 41     | 37     | 314             | -105      |
| 3.  | Sascha Lenz            | 32     | 36     | 35     | 41     | 30     | 35     | 27     | 38     | 374             | -145      |
| 4.  | Antonio Albacete       | 39     | 40     | 22     | 30     | 33     | 33     | 37     | 35     | 269             | -150      |
| 5.  | André Kursim           | 27     | 30     | 20     | 20     | 11     | 21     | 11     | 29     | 169             | -250      |
| 6.  | Steffi Halm            | 14     | 17     | 27     | 22     | 25     | 16     | 25     | 16     | 162             | -257      |
| 7.  | Jamie Anderson         | 0      | 20     | 24     | 23     | 23     | 20     | 28     | 14     | 152             | -267      |
| 8.  | José Eduardo Rodrigues | 27     | 10     | 9      | 5      | 7      | 32     | 14     | 2      | 106             | -313      |
| 9.  | Steffen Faas           | 24     | 12     | 0      | 12     | 3      | 7      | 7      | 4      | 69              | -360      |
| 10. | Lukas Hahn             | 0      | 0      | 26     | 18     | 18     | 0      | 0      | 0      | 62              | -357      |
| 11. | Luis Recuenco          | 2      | 5      | 0      | 0      | 0      | 2      | 14     | 14     | 37              | -382      |
| 12. | Mark Taylor            | 3      | 4      | 13     | 4      | 1      | 4      | 5      | 0      | 34              | -385      |
| 13. | Adam Lacko             | 0      | 0      | 0      | 0      | 28     | 0      | 0      | 0      | 28              | -391      |
| 14. | John Newell            | 10     | 2      | 3      | 0      | 0      | 9      | 1      | 0      | 25              | -394      |
| 15. | José Rodrigues         | 0      | 0      | 0      | 0      | 0      | 0      | 3      | 21     | 24              | -395      |
| 16. | Clemens Hecker         | 6      | 0      | 0      | 2      | 3      | 5      | 4      | 2      | 22              | -397      |
| 17. | Jonathan André         | 7      | 0      | 0      | 0      | 0      | 0      | 0      | 2      | 9               | -410      |
| 18. | Erwin Kleinnagelvoort  | 0      | 0      | 0      | 1      | 0      | 0      | 0      | 0      | 1               | -418      |

Datenquelle für die Tabelle: und 

### Team-Wertung
Tabellenendstand nach dem 8. und letzten Lauf der Saison auf dem Circuito del Jarama in San Sebastián (Spanien) am 30. September – 1. Oktober 2023:
| Pl. | Team                         | bestehend aus                                 | Fahrer                         | Trucks       | Lauf 1 | Lauf 2 | Lauf 3 | Lauf 4 | Lauf 5 | Lauf 6 | Lauf 7 | Lauf 8 | Gesamtpunktzahl | Differenz |
| --- | ---------------------------- | --------------------------------------------- | ------------------------------ | ------------ | ------ | ------ | ------ | ------ | ------ | ------ | ------ | ------ | --------------- | --------- |
| 1   | Revesz & T Sport             | Revesz Racing, T Sport Bernau                 | Norbert Kiss, Antonio Albacete | MAN          | 78     | 102    | 82     | 90     | 96     | 76     | 94     | 98     | 716             | -         |
| 2   | Die Bullen von Iveco Magirus | Team Hahn Racing inklusive Team Schwabentruck | Jochen Hahn, Steffi Halm       | Iveco        | 65     | 58     | 75     | 61     | 72     | 70     | 67     | 60     | 528             | -191      |
| 3   | Löwen Power                  | SL Trucksport 30, Anderson Racing             | Sascha Lenz, Jamie Anderson    | Freightliner | 38     | 62     | 65     | 68     | 64     | 62     | 60     | 59     | 478             | -241      |
| 4   | Sweden Power                 | Tankpool 24 Racing, Hecker Racing             | Steffen Faas, Clemens Hecker   | Scania       | 49     | 20     | 13     | 29     | 24     | 27     | 28     | 25     | 215             | -504      |
| 5   | Newell & Taylor              | NWT Motorsport, Taylors Trucksport Racing     | John Newell, Mark Taylor       | MAN          | 28     | 24     | 34     | 20     | 13     | 27     | 21     | 21     | 188             | -531      |

Datenquelle für die Tabelle:

### Promoter's Cup
Der Promoter's Cup ist eine 2017 neu eingeführte Wertung ergänzend zu den bereits etablierten Wertungen für Fahrer und Teams. Am Promoter's Cup nehmen die sonst weniger im Vordergrund stehenden Fahrer der Kategorie Chrome teil. Fahrer der Kategorie Titan sind von der Teilnahme ausgeschlossen. Fahrer der Kategorie Chrome sind alle diejenigen, die nicht als Titan klassifiziert wurden, die also nicht
- innerhalb der letzten zehn (10) Jahre eine Truck-Racing-Europameisterschaft der FIA gewonnen haben.
- die vorausgegangene Saison unter den Top 10 abgeschlossen haben.
- bei irgendeiner der Super Poles der vorangegangenen Saison einen besseren, als den 6. Platz erzielt haben.
- eines der Definitionskriterien für Platinum oder Gold gemäß Fahrer-Kategorisierung der FIA erfüllen.
- obwohl keiner der oben genannten Definitionen zugehörig, herausragende Leistungen und Erfolge erzielen.

Ziel des, mit einem Preisgeld dotierten Pomoter's Cup, ist es, auch die sonst eher im Hintergrund stehenden Fahrer und Teams stärker in den Fokus zu rücken und diesen gleichzeitig einen Ansporn zu bieten.
Tabellenendstand nach dem 8. und letzten Lauf der Saison auf dem Circuito del Jarama in San Sebastián (Spanien) am 30. September – 1. Oktober 2023:
| Pl. | Fahrer                | Lauf 1 | Lauf 2 | Lauf 3 | Lauf 4 | Lauf 5 | Lauf 6 | Lauf 7 | Lauf 8 | Gesamtpunktzahl | Differenz |
| --- | --------------------- | ------ | ------ | ------ | ------ | ------ | ------ | ------ | ------ | --------------- | --------- |
| 1.  | José Rodrigues        | 59     | 49     | 47     | 26     | 38     | 60     | 44     | 33     | 356             | -         |
| 2.  | Steffen Faas          | 49     | 51     | 22     | 46     | 37     | 35     | 44     | 32     | 316             | -40       |
| 3.  | John Newell           | 30     | 34     | 29     | 17     | 29     | 39     | 31     | 32     | 241             | -115      |
| 4.  | Luis Recuenco         | 12     | 40     | 22     | 13     | 26     | 21     | 46     | 60     | 240             | -116      |
| 5.  | Mark Taylor           | 21     | 36     | 45     | 35     | 12     | 25     | 27     | 15     | 216             | -203      |
| 6.  | Clemens Hecker        | 30     | 0      | 13     | 29     | 26     | 21     | 35     | 27     | 191             | -165      |
| 7.  | Lukas Hahn            | 0      | 0      | 55     | 59     | 58     | 0      | 0      | 0      | 172             | -1584     |
| 8.  | Jonathan André        | 31     | 0      | 18     | 0      | 0      | 26     | 0      | 26     | 101             | -255      |
| 9.  | Erwin Kleinnagelvoort | 0      | 0      | 0      | 21     | 0      | 0      | 0      | 0      | 21              | -335      |

Datenquelle für die Tabelle: